# Струпчево-Дуже
Струпчево-Дуже (пол. Strupczewo Duże) — село в Польщі, у гміні Брудзень-Дужий Плоцького повіту Мазовецького воєводства.
Населення — 187 осіб (2011).
У 1975-1998 роках село належало до Плоцького воєводства.

## Демографія
Демографічна структура станом на 31 березня 2011 року:
|          | Загалом | Допрацездатний вік | Працездатний вік | Постпрацездатний вік |
| -------- | ------- | ------------------ | ---------------- | -------------------- |
| Чоловіки | 85      | 22                 | 55               | 8                    |
| Жінки    | 102     | 29                 | 53               | 20                   |
| Разом    | 187     | 51                 | 108              | 28                   |